# Lilli, a kis boszorkány (televíziós sorozat)
A Lilly, a kis boszorkány (eredeti cím: Hexe Lilli vagy Lilly the Witch) 2004-től 2013-ig futott német–angol–amerikai–francia-ausztrál televíziós rajzfilmsorozat, amelynek alkotója a Magma Films. A tévéfilmsorozat a Magma Films, a Trixter Film, az Umedia és a Vivatoon gyártásában készült. Műfaját tekintve fantasy filmsorozat, kalandfilmsorozat és filmvígjáték-sorozat. Az Egyesült Királyságban a BBC és a CBBC (1. évad) és a CITV (2. évad) vetítette, Németországban a KiKA sugározta, Magyarországon pedig a Minimax adta.

## Ismertető
A főszereplő, Lilly, aki egy kis boszorkány. Eredetileg csak egy átlagos lány volt, mindaddig amíg nem találkozott Hectorral, aki egy picurka sárkány. Hector a varázslás tudományába bevezette Lillyt. Lilly ugyan rádöbben, hogy nem is annyira könnyű boszorkánnyá válni. Sok kalandos esemény után, csodás távoli vidékekre jut el. Ezek között olyan helyekre is, amelyekről Lilly korábban nem hallott. Hector valójában egy kis zöld sárkány. Lilly varázserejét az amulett hozza. Persze egy múlt bejutásra csak 2 varázsige van. Rímelnie kell annak ám, és nem szabad elrontani. De van amikor 3 varázsige is van, mert a varázskönyv így tervezte meg. Lilly-nek azonban óvatosnak kell lenni, mert még egy rossz varázslat a világtörténelmet is megváltozhatja.

## Szereplők
| Szereplő | Eredeti hang                   | Magyar hang                                                  | Leírás |
| -------- | ------------------------------ | ------------------------------------------------------------ | --- |
| Lilli    | Daniela Golpashin (3. évadban) | - Talmács Márta (1–2. évadban) - Pekár Adrienn (3. évadban)  | A sorozat főszereplője, aki egy kis boszorkány, először egy átlagos lánynak számított, egy napon Hector boszorkányt csinált belőle. |
| Hector   | ?                              | Kassai Károly                                                | Lilly sárkánya, aki a varázslás tudományába bevezette.                                                                              |
| Leon     | ?                              | - Penke Soma (1–2. évadban) - ifj. Boldog Gábor (3. évadban) | Lilli öccse, aki először azt állítja, hogy csak fiúból válhat seriff, de rájön, hogy lányból is válhat.                             |
| Quebec   | ?                              | Dányi Krisztián                                              | Lilly Hector Sárkánya varázslás. |

- További szereplők (1–2. évadban): Barbinek Péter, Berkes Bence, Bodrogi Attila, Bogdán Gergő, Bolla Róbert, Dányi Krisztián, Dudás Eszter, Götz Anna, Grúber Zita, Háda János, Joó Gábor, Kapácsy Miklós, Kisfalusi Lehel, Markovics Tamás, Mezei Kitty, Molnár Ilona, Németh Gábor, Orosz Helga, Papucsek Vilmos, Pálfai Péter, Pálmai Szabolcs, Penke Bence, Rácz Kati, Renácz Zoltán, Szabó Zselyke, Szatmári Attila, Szokol Péter, Szórádi Erika, Tokaji Csaba, Törköly Levente, Uri István, Vadász Bea
- További szereplők (3. évadban): Gubányi György István, Penke Bence, Szalay Csongor

## Epizódok

### 1. évad (2004)
1. Lilli a vadnyugaton (Lilli und der wilde Westen)
2. Lilli és a vonzóherceg legendája (Lilli im Märchenland)
3. Lilli a kőkorszakban (Lilli in der Steinzeit)
4. Lilli Atlantiszon (Lilli in Atlantis)
5. Lilli és a dinoszauruszok (Lilli im Dinoland)
6. Lilli és a múmia rejtélye (Lilli und die geheimnisvolle Mumie)
7. Lilli és a lochness-i szörny (Lilli und das Ungeheuer von Loch Ness)
8. Lilli és Hercules (Lilli und Herkules)
9. Lilli és az óriásrovarok (Lilli und die Rieseninsekten)
10. Lilli és a vikingek (Lilli und die Wikinger)
11. Lilli és Robin Hood (Lilli und Robin Hood)
12. Lilli az esőerdőben (Lilli im Regenwald)
13. Lilli és Leonardo (Lilli und Leonardo)

### 2. évad (2007)
1. Lilli és Artúr Király (Lilli und König Artus)
2. Lilli az új világban (Lilli und Kolumbus)
3. Lilli és a három testőr (Lilli und die drei Musketiere)
4. Lilli és Houdini (Lilli und der Zauberkünstler)
5. Lilli az aranylázidején (Lilli und der Goldrausch)
6. Lilli nyolc nap alatt a földkörül (In acht Tagen um die Welt)
7. Lilli és a mesterdetektív (Lilli und der Meisterdetektiv)
8. Lilli Hollywoodban (Lilli in Hollywood)
9. Lilli és a manók (Lilli im Koboldland)
10. Lilli és Frankenstein szörnye (Lilli und Frankensteins Monster)
11. Lilli Kínában (Lilli und der chinesische Drache)
12. Lilli és a kalózok (Lilli wird Piratin)
13. Lilli a holdon (Lilli fliegt zum Mond)

### 3. évad (2014)
1. Költözés (Lilli und das geheime Zimmer)
2. Lilli és a mongol ló (Lilli und das Wildpferd)
3. Lilli és a fáraó átka (Lilli und der Fluch des Pharao)
4. Lilli és a sárkány-sziget (Lilli und die Dracheninsel)
5. Lilli hercegnő (Lilli wird Prinzessin)
6. Lilli és a cápabébi (Lilli und das Haibaby)
7. Lilli és az eszkimólány (Lilli und das Eskimomädchen)
8. Lilli és Hektor nagy álma (Lilli und Hektors großer Traum)
9. Lilli és az opera dívája (Lilli und die Operndiva)
10. Lilli a sivatagban (Lilli und das Wüstenabenteuer)
11. Lilli és a mágikus kard (Lilli und das Geisterschwert)
12. Lilli és a sárkányfürdő (Lilli und das magische Drachenritual)
13. Lilli és a csuklás (Lilli und der Schluckauf)
14. Lilli és az olimpia (Lilli bei den Olympischen Spielen)
15. Lilli és az inkák (Lilli und das Abenteuer auf dem Titicacasee)
16. Lilli és a parfüm (Lilli und das Geheimnis des Parfums)
17. Lilli és az almás sütemény (Lilli und das geheime Kuchenrezept)
18. Az őrült robot (Lilli und das verrückte Roboterhaus)
19. Lilli és a kis indián (Lilli und der Indianerjunge)
20. Lilli és a nagy szökés (Lilli und die Flucht aus der Festung)
21. Lilli és a legelső biciklis verseny (Lilli und das erste Fahrradrennen der Welt)
22. Lilli és a csodalámpás (Lilli und Aladins gestohlene Wunderlampe)
23. Lilli álma (Lilli und Hektor in Australien)
24. Lilli és a kungfuszerzetes (Lilli und der Kung Fu Mönch)
25. Lilli és az eltűnt méhek titka (Lilli und das Geheimnis der verschwundenen Bienen)
26. Lilli és a vámpírfalu (Lilli und das Dorf der Vampire)